# Ian Tyson
Ian Tyson (25. září 1933 – 29. prosince 2022) byl kanadský zpěvák a kytarista. Narodil se britským přistěhovalcům ve Victorii. V roce 1959 začal vystupovat se svou přítelkyní (od roku 1964 manželkou) Sylvií pod názvem Ian & Sylvia. Manželství se rozpadlo v roce 1975, což znamenalo konec jejich společné kariéry. Později se věnoval sólové kariéře. V roce 1989 byl uveden do Canadian Country Music Hall of Fame. Byl autorem písně „Four Strong Winds“, kterou později nahráli například Neil Young, Johnny Cash a Joan Baez.